# Danny Baranowsky
Danny Baranowsky est un compositeur et remixer de musique électronique pour jeux vidéo américain, en particulier pour les jeux indépendants. Il est principalement connu pour être l'auteur des bandes originales des jeux Super Meat Boy, Canabalt, The Binding of Isaac, Crypt of the NecroDancer et Industries of Titan.

## Biographie
C'est en parcourant en 2003 le site web de la communauté OverClocked ReMix que Danny Baranowsky a commencé à s'intéresser à la musique. Il commence par faire ses premiers remix de jeux vidéo amateurs tout en s'intégrant dans une communauté de mixeurs regorgeant de professionnel du jeu vidéo.

## Discographie
- 2017 : dannyBsides

### Ludographie
- 2009 : Canabalt
- 2010 : Gravity Hook
- 2010 : Glorg
- 2010 : Super Meat Boy d'Edmund McMillen et Tommy Refenes
- 2010 : Das Cube de Mark Johns et Alec Holowka
- 2010 : Steambirds
- 2010 : Time Donkey de Flashbang Studios
- 2010 : Blush de Flashbang Studios
- 2011 : The Binding of Isaac d'Edmund McMillen et Florian Himsl
- 2011 : Cave Story 3D et Cave Story+ (remix des musiques de Daisuke Amaya "Pixel")
- 2012 : The Basement Collection d'Edmund McMillen
- 2013 : The Adventures of Dash de Robotoki
- 2013 : Desktop Dungeons (co-compositeur avec Grant Kirkhope) de QCF Design
- 2013 : Crypt of the NecroDancer de Brace Yourself Games[3]
- 2019 : Cadence of Hyrule de Brace Yourself Games
- 2020 : Industries of Titan (en) de Brace Yourself Games
- 2025 : Rift of the NecroDancer (en) de Brace Yourself Games

### Filmographie
- 2012 : Parallax